# IEC 60870-5
Стандарт IEC 60870-5 определяет набор протоколов для контроля и управления (SCADA) в электротехнике и автоматизации систем электроснабжения. Он определяет формат обмена сообщениями между двумя системами по постоянной, непосредственно подключенной цепи передачи данных. Стандарт разработан рабочей группой 3 технического комитета 57 МЭК для телеуправления, телезащиты и сопутствующей телекоммуникации в электрических сетях.
Существует идентичный ему российский стандарт ГОСТ Р МЭК 60870-5 «УСТРОЙСТВА И СИСТЕМЫ ТЕЛЕМЕХАНИКИ. Часть 5. Протоколы передачи.».
Изначально вся группа стандартов именовалась IEC 870. Позже к нему добавили префикс 60 и получился IEC 60870. Часть документов ГОСТ также имеет старый индекс ГОСТ Р МЭК 870.
Стандарт состоит из ряда документов, разбитых на две группы. Первая группа документов именуется базовыми стандартами и определяет набор протоколов. Вторая группа называется обобщающими стандартами (англ. companion standard) и проясняет взаимоотношения между базовыми стандартами при построении конкретного протокола для конкретной сферы применения.

## Группа базовых документов
Взаимосвязь группы базовых документов с точки зрения сетевой модели OSI показана в таблице.
| Процесс пользователя | Прикладные функции по IEC 60870-5-5              |
| Прикладной уровень   | Прикладные элементы информации по IEC 60870-5-4  |
| Прикладной уровень   | Блоки данных прикладного уровня по IEC 60870-5-3 |
| Канальный уровень    | Процедуры передачи по каналу по IEC 60870-5-2    |
| Канальный уровень    | Форматы кадра передачи по IEC 60870-5-1          |
| Физический уровень   | RS-232 (ITU-T V.24 и V.28)                       |

### IEC 60870-5-1
IEC 60870-5-1 «Transmission frame formats».
ГОСТ Р МЭК 870-5-1 «Форматы передаваемых кадров».
Стандарт определяет различные форматы кадров для данных. В частности, FT1.2 c фиксированным и переменным числом пользовательских данных.
| Начало (0x10)              |
| Данные фиксированной длины |
| Контрольная сумма (КС)     |
| Конец (0x16)               |

| Начало (0x68)                  |
| Длина пакета                   |
| Длина пакета (повтор)          |
| Повтор байта начала (0x68)     |
| Данные определенной выше длины |
| Контрольная сумма (КС)         |
| Конец (0x16)                   |

Контрольная сумма = арифметическая сумма по модулю 256 всех пользовательских данных.

### IEC 60870-5-2
IEC 60870-5-2 «Link transmission procedures».
ГОСТ Р МЭК 870-5-2 «Процедуры в каналах передачи».
Стандарт детерминирует диаграмму состояний узлов канала связи и переходы между ними по событиям в канале. Под событиями понимается передача или прием различных кадров, ошибки приема/передачи и т.п. Также на этом уровне осуществляется контроль целостности и последовательности кадров и данных, контроль потока, отсчет таймаутов.
В частности, уточняет структуру пользовательских данных:
| Начало кадра (см. IEC 60870-5-1)          |
| Байт управления                           |
| Поле адреса                               |
| ASDU (только для кадров переменной длины) |
| Конец кадра (см. IEC 60870-5-1)           |

#### Байт управления
| DIR | PRM=1 | FCB | FCV | Функциональный код |
| DIR | PRM=0 | ACD | DFC | Функциональный код |

Где: 
DIR - физическое направление (только для балансной передачи): 1 - от A к B, 0 - от B к A;
PRM - 1 - сообщение от первичной станции, 0 - сообщение от вторичной станции;
FCB (Frame Count Bit) - бит счетчика кадров, передаваемых первичной станцией, служит для защиты от потери и дублирования кадров при искажениях в канале связи;
При передаче каждого нового сообщения в режиме S2 SEND/CONFIRM или S3 REQUEST/RESPOND тому же адресату (вторичной станции) значение бита FCB изменяется на обратное (кадры нумеруются по модулю 2). Повторная передача кадра с тем же значением FCB производится в двух случаях: когда ответный кадр от вторичной станции бракуется и когда ответ отсутствует в течение установленного тайм-аута.
FCV - бит, указывающий актуальность функции бита FCB:
1 - изменение бита FCB актуально и должно контролироваться при приеме,
0 - изменение бита FCB (по сравнению с предыдущим кадром) не должно контролироваться при приеме, но значение FCB должно запоминаться для контроля изменения при приеме следующего кадра с FCV=1;
ACD - 1 - наличие на вторичной станции высокоприоритетной информации - класса 1 (режим S3 ЗАПРОС/ОТВЕТ);
DFC - управление потоком данных: 1 - дальнейшие сообщения могут вызвать переполнение каких-либо буферов памяти.
| Функц. код                                         | Тип кадра            | Функция                                      | FCV | FCV |
| Функц. код                                         | Тип кадра            | Функция                                      | U*  | B*  |
| 0                                                  | Посылка с ожиданием  | Сброс удаленного канала                      | 0   | 0   |
| 1                                                  | Посылка с ожиданием  | Сброс процесса пользователя                  | 0   | 0   |
| 2                                                  | Посылка с ожиданием  | Тестирование канала                          | -   | 1   |
| 3                                                  | Посылка с ожиданием  | Пользовательские данные                      | 1   | 1   |
| 4                                                  | Посылка без ожидания | Пользовательские данные                      | 0   | 0   |
| 5                                                  |                      | Резерв                                       | -   | -   |
| 6                                                  |                      | Использование по соглашению                  | -   | -   |
| 7                                                  | Посылка без ожидания | Сброс FCB в 0 (Только для МЭК 60870-5-103)   | 0   | 0   |
| 8                                                  | Запрос доступа       | Запрос о наличии данных на вторичной станции | 0   | -   |
| 9                                                  | Запрос с ожиданием   | Запрос статуса канального уровня             | 0   | 0   |
| 10                                                 | Запрос с ожиданием   | Запрос данных класса 1                       | 1   | -   |
| 11                                                 | Запрос с ожиданием   | Запрос данных класса 2                       | 1   | -   |
| 12, 13                                             |                      | Резерв                                       | -   | -   |
| 14, 15                                             |                      | Использование по соглашению                  | -   | -   |
| *U - небалансная передача, B - балансная передача. |                      |                                              |     |     |

| Функц. код                                         | Тип кадра     | Функция                         | FCV | FCV |
| Функц. код                                         | Тип кадра     | Функция                         | U*  | B*  |
| 0                                                  | Подтверждение | Положительная квитанция         | +   | +   |
| 1                                                  | Подтверждение | Отрицательная квитанция         | +   | +   |
| 2-5                                                |               | Резерв                          | -   | -   |
| 6                                                  |               | Использование по соглашению     | -   | -   |
| 7                                                  | Ответ         | Конец последовательности блоков | +   | +   |
| 8                                                  | Ответ         | Пользовательские данные         | +   | -   |
| 9                                                  | Ответ         | Запрошенные данные недоступны   | +   | -   |
| 10                                                 |               | Резерв                          | -   | -   |
| 11                                                 | Ответ         | Статус канального уровня        | +   | +   |
| 12                                                 |               | Резерв                          | -   |     |
| 13                                                 |               | Использование по соглашению     | -   |     |
| 14                                                 |               | Канальный сервис не работает    |     |     |
| 15                                                 |               | Канальный сервис отсутствует    |     |     |
| *U - небалансная передача, B - балансная передача. |               |                                 |     |     |

#### Поле адреса
Поле адреса определяет адрес контролируемой станции. Может быть разной длины (обычно 1 или 2 байта). В балансном режиме данное поле имеет нулевую длину (направление определяется битом DIR.

### IEC 60870-5-3
IEC 60870-5-3 «General structure of application data».
ГОСТ Р МЭК 870-5-3 «Общая структура данных пользователя».

### IEC 60870-5-4
IEC 60870-5-4 «Definition and coding of application information elements».
ГОСТ Р МЭК 870-5-4 «Определение и кодирование элементов пользовательской информации».

### IEC 60870-5-5
IEC 60870-5-5 «Basic application on functions».
ГОСТ Р МЭК 870-5-5 «Основные прикладные функции».

## Группа обобщающих документов
Обобщающий стандарт (англ. companion standard) проясняет взаимоотношения между базовыми стандартами при их совместном использовании в определенной области. Представляет собой выборку из излишне универсальных базовых документов и других стандартов.

### IEC 60870-5-101
IEC 60870-5-101 «Companion standard for basic telecontrol tasks».
ГОСТ Р МЭК 60870-5-101 «Обобщающий стандарт по основным функциям телемеханики».

#### Физический уровень
Используется асинхронный интерфейс (UART) с 1 стопбитом, 1 битом четности и 8 битами данных. Регламентирован стандартный ряд скоростей от 300 до 9600 бод. Стандарт допускает использование других интерфейсов в специализированных применениях.
Обязательно правило передачи R3 IEC 60870-5-1, которое определяет, что между символами одного кадра не допускаются паузы более чем длительность одного бита. Тем не менее стандарт не требует контроля длительности пауз.

#### Формат кадров
Стандарт допускает исключительно формат кадра FT1.2 согласно IEC 60870-5-1. Допускается три вида кадров: с переменной длиной блока; с фиксированной длиной блока; одиночного байта. Кадр с переменной длиной блока используется для передачи данных (ASDU). Кадр с фиксированной длиной блока используется для передачи команд. Одиночный байт используется для подтверждений обмена.
В таблице ниже приведен формат кадра с переменной длиной блока. Поля между Start Frame и Stop Frame называются блоком данных прикладного уровня (ASDU, англ. application specific data unit). В протоколе IEC 60870-5-104 этот блок имеет аналогичный формат.
| Start Frame     | Start Character                         | |
| Start Frame     | Length Field (*2)                       | Total length of Frame |
| Start Frame     | Start Character (повтор)                | |
| Start Frame     | Control Field                           | Indicates control functions like message direction                                                                                            |
| Start Frame     | Link Address (0, 1 или 2)               | Сетевой адрес |
| ASDU Identifier | Type Identifier                         | Все данные в одном ASDU имеют одинаковую структуру и тип. Значения 1..127 стандартизованы, остальные могут назначаться разработчиком прибора. |
| ASDU Identifier | Variable Structure Qualifier            | Indicates whether type contains multiple information objects or not                                                                           |
| ASDU Identifier | COT (1 or 2)                            | Причина передачи |
| ASDU Identifier | ASDU Address (1 or 2)                   | Denotes separate segments and its address inside a device                                                                                     |
| Данные-1        | Information Object Address (1, 2 или 3) | Идентификатор данных |
| Данные-1        | Information Elements (n)                | Данные |
| Данные-1        | Метка времени (0, 3 или 7)              | Данные могут снабжаться стандартной меткой времени длиной 3 или 7 байт в размерности миллисекунд                                              |
| Данные-2        | -----                                   | |
| -----           | -----                                   | |
| Данные-m        | -----                                   | |
| Stop Frame      | Checksum                                | Used for Error checks |
| Stop Frame      | Stop Char                               | Indicates end of a frame |

### IEC 60870-5-102
IEC 60870-5-102 «Companion standard for the transmission of integrated totals in electric power systems».
ГОСТ Р МЭК 60870-5-102 «Обобщающий стандарт по передаче интегральных параметров в энергосистемах».

### IEC 60870-5-103
IEC 60870-5-103 «Companion standard for the informative interface of protection equipment».
ГОСТ Р МЭК 60870-5-103 «Обобщающий стандарт по информационному интерфейсу для аппаратуры релейной защиты».

### IEC 60870-5-104

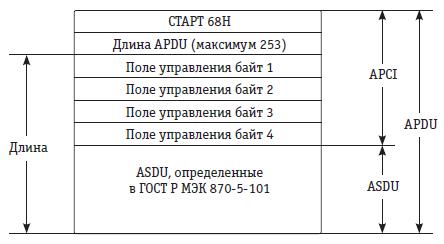
Структура кадра IEC 60870-5-104

IEC 60870-5-104 «Network access for IEC 60870-5-101 using standard transport profiles».
ГОСТ Р МЭК 60870-5-104 «Доступ к сети для ГОСТ Р МЭК 870-5-101 с использованием стандартных транспортных профилей».
Документ формализует инкапсуляцию блока ASDU из документа 60870-5-101 в стандартные сети TCP/IP. Поддерживается как Ethernet так и модемное соединение с использованием протокола PPP. Криптографическая безопасность данных формализована в стандарте IEC 62351. Стандартный порт TCP 2404.